# Ellen Church
Ellen Church (Cresco, Iowa, 22 de setembro de 1904 - 22 de agosto de 1965), foi a primeira mulher comissária de voo (aeromoça).

## Biografia
Ellen Church nasceu em Cresco, Iowa. Foi piloto e enfermeira. A Boeing Air Transit (antecessora da United Airlines) não a aceitou como piloto, mas levou em consideração a sugestão de Ellen contratar enfermeiras para serem comissárias de voo, pois estas seriam um fator calmante para os passageiros que tinham receio de viajar de avião. Ellen foi contratada em 1930 como chefe de pessoal navegante comercial. 
Durante a Segunda Guerra Mundial, Ellen Church voou na Army Nurse Corps, onde ganhou uma medalha (Air Medal). Depois da guerra, muda-se para Terre Haute, Indiana, onde se tornou diretora do Union Hospital.